# Wendell Phillips Garrison
Wendell Phillips Garrison (ur. 4 czerwca 1840 w Cambridgeport w stanie Massachusetts, zm. 27 lutego 1907) – poeta i wydawca amerykański. 
Był synem abolicjonisty Williama Lloyda Garrisona i bratem  Francisa Jacksona Garrisona (1848-1916). W 1861 ukończył studia na Uniwersytecie Harvarda. Wydawał czasopismo The Nation. Opublikował antologię Good-Night Poetry (Bedtime Poetry). Razem z bratem napisał biografię ojca William Lloyd Garrison, 1805-1879: the Story of His Life Told by His Children. Tworzył też sonety.